# Бенак, Ярослав
Ярослав Бенак (чеш. Jaroslav Benák, родился 3 апреля 1962 в Гавличкув-Брод) — чешский хоккеист, защитник. Чемпион мира 1985 года, серебряный призёр Олимпийских игр 1984 года.

## Карьера

### Клубная
Ярослав Бенак начал свою карьеру в клубе «Дукла Йиглава». С 1981 года играл в чемпионате Чехословакии за основную команду. Четыре раза подряд становился чемпионом Чехословакии (с 1982 по 1985 год). В 1990 году уехал за границу, играл в Финляндии, Австрии, Франции, Германии, в 2001 году вернулся в Чехию. Завершил игровую карьеру в 2002 году, его последним клубом был «Гавличкув-Брод». После окончания карьеры стал тренером. Работал с командами «Гавличкув-Брод» и «Ждяр-над-Сазавоу».

### Сборная
C 1982 по 1990 год играл за сборную Чехословакии. Участник ЧМЕ 1983 и 1985-1987 (36 матчей, 1 гол). ЗОИ 1984 и 1988 (15 матчей, 2 гола) Был многократным призёром Олимпийских игр и чемпионатов мира. Самым главным успехом в карьере стала золотая медаль чемпионата мира 1985 года, проходившего в Чехословакии.
Также провёл 4 матча за сборную Чехии.

## Достижения
- Чемпион мира 1985

- Серебряный призёр Олимпийских игр 1984
- Серебряный призёр чемпионата мира и Европы 1983
- Серебряный призр чемпионата Европы  1985, 1987
- Бронзовый призер чемпионата мира 1987

- Чемпион Чехословакии 1982, 1983, 1984 и 1985
- Сребряный призёр чемпионата Чехословакии 1986, 1987
- Бронзовый призёр чемпионата Чехословакии 1988

## Статистика
- Чемпионат Чехословакии — 325 игр, 110 очков (31+79)
- Сборная Чехословакии — 173 игры, 12 шайб
- Сборная Чехии — 4 игры
- Чешская экстралига — 81 игра, 33 очка (11+22)
- Чешская первая лига — 85 игр, 22 очка (4+18)
- Чешская вторая лига — 11 игр, 5 очков (2+3)
- Чемпионат Финляндии — 44 игры, 28 очков (13+15)
- Вторая финская лига — 27 игр, 23 очка (7+16)
- Чемпионат Италии — 11 игр, 17 очков (4+13)
- Чемпионат Франции — 33 игры, 15 очков (4+11)
- Третья немецкая лига — 18 игр, 4 очка (1+3)
- Четвёртая немецкая лига — 131 игра, 118 очков (28+90)
- Всего за карьеру — 943 игры, 117 шайб